# Xã Cherry Lake, Quận Eddy, Bắc Dakota
Xã Cherry Lake (tiếng Anh: Cherry Lake Township) là một xã thuộc quận Eddy, tiểu bang Bắc Dakota, Hoa Kỳ. Năm 2010, dân số của xã này là 33 người.